# Lijst van burgemeesters van Nederweert
Dit is een lijst van burgemeesters van de Nederlandse gemeente Nederweert in de provincie Limburg.
| Ambtsperiode | Naam burgemeester          | Partij of stroming | Bijzonderheden                                                                           |
| ------------ | -------------------------- | ------------------ | ---------------------------------------------------------------------------------------- |
|              | L. Greijmans?              |                    |                                                                                          |
| 1823 - 1847  | Adriaan Willem Vullers     |                    |                                                                                          |
| 1848 - 1853  | Leonard Beelen             |                    |                                                                                          |
| 1853 - 1893  | Peter Johan Hubert Vullers |                    | tevens waarnemend burgemeester van Meijel (1874-1886)                                    |
| 1893 - 1895  | P.H.H. Kreijelmans         |                    |                                                                                          |
| 1895 - 1899  | H.H. Greymans              |                    |                                                                                          |
| 1899 - 1912  | P.G. Hobus                 |                    |                                                                                          |
| 1913 - 1915  | J.M.H. Dobbelman           |                    |                                                                                          |
| 1915 - 1920  | F.A.L.M. Damen             | KVP                | later burgemeester van Geleen                                                            |
| 1920 - 1955  | J.L.M. van Uden            |                    |                                                                                          |
| 1955 - 1977  | Paul (P.H.J.) Spiertz      |                    | was burgemeester van Thorn en Wessem, later waarnemend burgemeester van Ubach over Worms |
| 1977 - 1986  | A.M.M (Toon) Kessels       | KVP / CDA          | was burgemeester van Haelen                                                              |
| 1986 - 1994  | Drs. Fons (A.A.M.) Jacobs  | CDA                | later burgemeester van Brunssum en Helmond                                               |
| 1995 - 2005  | Henri (C.H.) Suttorp       | D66                |                                                                                          |
| 2005 - 2006  | Mr. Hubert (H.G.) Vos      | CDA                | waarnemend                                                                               |
| 2006 - 2019  | Henk (H.F.M.) Evers        | PvdA               | was waarnemend burgemeester van Ambt Montfort                                            |
| 2019 - heden | Birgit (B.) op de Laak     | PvdA               |                                                                                          |